# Cine34
Cine34 é um canal de televisão italiano de propriedade da Mediaset e dirigido por Marco Costa. Está disponível em digital terrestre e via satélite através das plataformas Sky Italia e Tivùsat. O locutor oficial do canal é o dublador Mario Zucca.

## História
Em 15 de janeiro de 2020, o Cine34 passou a ser transmitido pela Tivùsat no canal 34 e na Sky Italia no canal 327. Em 18 de janeiro foi alocado no canal 34 na televisão aberta e o Mediaset Extra que ocupava a posição foi alocado para o canal 55.
As emissões começaram oficialmente no dia 20 de janeiro de 2020 com uma maratona de filmes de Federico Fellini, em homenagem ao centenário de seu nascimento.
O canal dá espaço a exibição de filmes cult como Love Birds - Una strana voglia d'amare, e filmes ausentes da televisão há várias décadas, como o western Bandidos e o thriller Interrabang.